# Stanisław Podwiński
Stanisław Władysław Podwiński (ur. 3 listopada 1898 we Lwowie, zm. 5 lutego 1964 w Warszawie) – polski prawnik, samorządowiec, pierwszy zastępca Komisarycznego Burmistrza Warszawy od kwietnia 1941 roku do sierpnia 1944 roku.

## Życiorys
Stanisław Podwiński ukończył w 1916 roku Gimnazjum Towarzystwa Szkoły Maurycego hr. Zamoyskiego. Od piątej klasy (od 1914 roku) należał do Organizacji Młodzieży Narodowej Szkół Średnich, a od siódmej – do „Pet”-u. Od 1912 roku współorganizował na terenie szkoły skauting i harcerstwo, m.in. wraz z Tomaszem Piskorskim. W latach 1916–1922 studiował na Wydziale Prawa Uniwersytetu Warszawskiego, ponadto studiował przez 2 lata historię na Wydziale Filozoficznym tegoż uniwersytetu (do 1924 roku). W okresie studiów wstąpił do OMN i został przyjęty do „Zet”-u.
Od 7 listopada 1916 roku do 10 listopada 1918 służył w POW, w Warszawie i w Zagłębiu Dąbrowskim, jako zastępca komendanta okręgu. 11 listopada 1918 roku wstąpił ochotniczo do Wojska Polskiego, został zdemobilizowany 1 maja 1921 roku.
Jednocześnie, w latach 1918–1922 pracował w Towarzystwie Straży Kresowej, jako kierownik obwodu powiatowego w Wołkowysku, a następnie jako zastępca kierownika Wydziału Organizacyjnego Towarzystwa.
Po ukończeniu studiów pracował do 1926 roku jako referent Wydziału Samorządu Województwa Warszawskiego, następnie, do wybuchu II wojny światowej był kolejno: radcą, naczelnikiem Wydziału Administracji Samorządu, i naczelnikiem wydziału, zastępcą dyrektora i dyrektorem Departamentu Samorządowego w Ministerstwie Spraw Wewnętrznych.
W latach 1927–1939 prowadził wykłady na temat samorządu terytorialnego na Wolnej Wszechnicy Polskiej.
Pracując zawodowo, czynnie pracował społecznie. Był bratem zetowym  i członkiem Związku Patriotycznego (do 1930 roku, kiedy wziął „urlop bezterminowy” jako wyraz protestu przeciw polityce rządów Józefa Piłsudskiego w sprawie brzeskiej). Należał do Związku Seniorów OMN, później ZPMD.
W czasie okupacji Podwiński pracował w zarządzie m. Warszawy, od stycznia 1940 roku był członkiem Komisji Rzeczoznawców przy Komisarycznym Burmistrzu m. Warszawy, a od kwietnia 1941 roku do początku sierpnia 1944 roku – był pierwszym zastępcą burmistrza, po uzyskaniu zgody władz Polskiego Państwa Podziemnego. W okresie od 16 listopada 1943 roku do 1 kwietnia 1944 roku był więziony na Pawiaku.
Po objęciu władzy na ratuszu przez Delegata Rządu na m. st. Warszawę, Podwiński i burmistrz Julian Kulski zrezygnowali ze stanowisk, uznając jego władzę. Po upadku Starówki pod koniec sierpnia przedostał się kanałami do Śródmieścia. Po upadku powstania uczestniczył 3 października 1944 roku w rozmowach z gen. Erichem von dem Bach-Zelewskim na temat losów ludności Warszawy.
Po wojnie, od października 1944 roku zajmował się (wraz z m.in. prof. Stanisławem Lorentzem) ratowaniem dóbr kultury w Warszawie. Później, w latach 1945–1949 był kierownikiem biura Centrali Społem i Centralnego Związku Spółdzielczego w Łodzi, później w Warszawie. W tym czasie, w latach 1946–1950, wykładał politykę i gospodarkę samorządu terytorialnego w Uniwersytecie Łódzkim. W latach 1950–1952 był kierownikiem pracowni ekonomicznej w Centralnym Biurze projektów Budownictwa Wiejskiego i w „Metroprojekcie”, później został zatrudniony w biurze budowy dzielnicy przemysłowej Służewiec podlegającym Ministerstwu Budownictwa Przemysłowego.

## Wybrane publikacje
- Bibliografia polskiej literatury o samorządzie terytorialnym (1860 – 1 VII 1925), (Warszawa, 1926)
- Ustrój samorządu powiatowego na terenie b. zaboru rosyjskiego (Warszawa, 1927)
- Tabelaryczne zestawienie wewnętrznej organizacji samorządu terytorialnego w Polsce (Warszawa, 1931)
- Tezy do projektów ustaw o pragmatyce i odpowiedzialności dyscyplinarnej funkcjonariuszów samorządowych (Warszawa, 1934)
- Instrukcja kancelaryjna dla urzędów gminnych (Warszawa, 1934, 1935, 1948), wraz z Piotrem Typiakiem
- Ustawa samorządowa z komentarzami (Warszawa 1939), wraz z Bolesławem Trzebskim
- Ustrój samorządu terytorialnego w Polsce (łódź, 1946)[6]

## Ordery i odznaczenia
- Krzyż Niepodległości (17 marca 1938)[7]
- Krzyż Kawalerski Orderu Odrodzenia Polski (9 listopada 1931)[8]
- Krzyż Walecznych
- Medal Pamiątkowy za Wojnę 1918–1921
- Medal Dziesięciolecia Odzyskanej Niepodległości[5][3]

## Życie prywatne
Stanisław Podwiński był synem Wacława i Marii z Kalksteinów. Ożenił się 24 czerwca 1922 roku z Elżbietą Sikorą (1897–1982), z którą miał córkę Zofię. W okresie międzywojennym mieszkali w Warszawie przy ulicy Łowickiej 51.
Został pochowany na cmentarzu Powązkowskim w Warszawie (kwatera 243 przed-1-4).